# Double Crossed (film 1917)
Double Crossed è un film muto del 1917 diretto da Robert G. Vignola.

## Trama
Frederick Stratton, un giovane appartenente alla buona società, per non aver restituito un prezioso braccialetto entrato in suo possesso, viene ricattato da Jim Foley, un investigatore di pochi scrupoli. Foley lo costringe a firmare una confessione che, in pratica, lo mette nelle mani del detective.
Anni dopo, Foley - alle dipendenze di un politico poco onesto - minaccia di rendere pubblica la confessione estorta a Stratton se quest'ultimo non ruberà per lui alcuni documenti. Le carte in questione appartengono a Worthington Lawrence, un amico di Stratton, avversario politico del datore di lavoro di Foley. Ma Stratton rifiuta di sottostare al ricatto. Sua moglie Eleanor sente la discussione tra i due uomini: si impegna, quindi, a procurare lei le carte in cambio della confessione del marito.

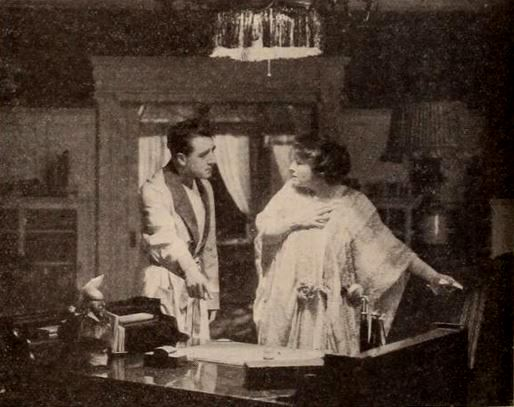
Crauford Kent e Pauline Frederick

Durante un ricevimento a casa di Lawrence, Eleanor si introduce nello studio del suo ospite dove ruba il prezioso incartamento. A casa, Eleanor ha un incontro con Foley. Ma la donna, astutamente, riesce a impadronirsi dello scritto compromettente del marito e, al tempo stesso, riesce a non cedere le carte di Lawrence al ricattatore. Sconfitto sia Foley che il politico disonesto, Eleanor e il marito possono riprendere la loro vita, finalmente liberi dai ricatti.

## Produzione
Il film fu prodotto dalla Famous Players Film Company.

## Distribuzione
Distribuito dalla Paramount Pictures e dalla Famous Players-Lasky Corporation, uscì nelle sale cinematografiche USA il 16 settembre 1917.
Attualmente, il film viene considerato perduto.